# Hermògenes (banquer)
Hermògenes (en llatí Hermogenes, en grec antic Ἑρμογένης) era un important banquer romà que Ciceró menciona en una carta a Tit Pomponi Àtic de l'any 45 aC, al que diu que li deu diners. Probablement és la mateixa persona de què Hermògenes Clodi també esmentat per Ciceró, que era un llibert de Publi Clodi.